# جانيك غيرس
جانيك روبرت غيرس (Janick Robert Gers) من مواليد 27 يناير 1957.هو موسيقى إنجليزي.أكثر ما يعرف به كونه أحد الثلاثي عازفي الغيتار في فرقة أيرون ميدن.

## روابط خارجية
- جانيك غيرس على موقع IMDb (الإنجليزية)
- جانيك غيرس على موقع ميوزك برينز (الإنجليزية)
- جانيك غيرس على موقع أول ميوزيك (الإنجليزية)
- جانيك غيرس على موقع ديسكوغز (الإنجليزية)
- جانيك غيرس على موقع قاعدة بيانات الفيلم (الإنجليزية)